# Cinnamomum validinerve
Cinnamomum validinerve är en lagerväxtart som beskrevs av Henry Fletcher Hance. Cinnamomum validinerve ingår i släktet Cinnamomum och familjen lagerväxter. Inga underarter finns listade i Catalogue of Life.